# Oakley Cannonier
Oakley Cannonier (Leeds, Inglaterra, 6 de mayo de 2004) es un futbolista británico que juega como delantero en el Liverpool sub-21.

## Primeros años
Nació en Leeds, Yorkshire, donde jugó por primera vez al fútbol, incorporándose al Leeds United F. C. como sub-9, a pesar de las primeras pruebas con el Manchester City F. C.
Seguidor del Liverpool F. C. desde muy joven, ya que era fan de Fernando Torres, ingresó en la academia del Liverpool en Kirkby, con 11 años, donde rápidamente empezó a jugar por encima de su edad.

## Trayectoria

### Inicios
Fue noticia por primera vez el 7 de mayo de 2019, ya que fue el recogepelotas durante la victoria por 4-0 del Liverpool F. C. ante el F. C. Barcelona en la semifinal de la Liga de Campeones de la UEFA que les permitió clasificarse para la siguiente fase a pesar de perder por 3-0 en el partido de ida.
A raíz de que Jürgen Klopp se había dado cuenta de que el equipo español solía ser lento a la hora de colocarse en posición durante los tiros libres o los saques de banda, los recogepelotas de La Academia recibieron instrucciones de servir a los jugadores del Liverpool lo más rápido posible. Y eso fue lo que hizo: a falta de 11 minutos para el final, sirvió rápidamente a Trent Alexander-Arnold un tiro de esquina, que el jugador sacó sorprendiendo a la defensa del Barcelona y dando una asistencia a Divock Origi para el cuarto gol decisivo. Esto lo colocó a entre los héroes del Liverpool de esa noche, por lo que fue una de las victorias más memorables en la historia del club que luego ganaría la Liga de Campeones ese año.
Comenzó a jugar en la Premier League sub-18 en 2020, marcando ya su primer gol en noviembre de ese año, en un partido de liga contra su antiguo equipo, el Leeds United. Pero vio cómo su temporada terminaba prematuramente debido a una lesión en los isquiotibiales, que no le permitió participar en la final de la FA Youth Cup de ese año. Aun así, firmó su primer contrato profesional con el Liverpool F. C. el 7 de julio de 2021.
La temporada siguiente, el joven delantero demostró ser un prolífico goleador en el equipo sub-18 de Marc Bridge-Wilkinson, al marcar su primer triplete contra el Manchester United en agosto de 2021. El 9 de abril de 2022 marcó un gol con el equipo juvenil, al derrotar una vez más a su antiguo equipo, el Leeds. Para entonces, también había realizado sus primeros entrenamientos con la plantilla de Jürgen Klopp, junto a jugadores como Mohamed Salah, Sadio Mané y Roberto Firmino.
Como el primer equipo terminó la temporada 2021-22 con una tercera final de la Liga de Campeones en 4 años, marcó un total de 34 goles en todas las competiciones, incluyendo 28 en la Premier League sub-18, convirtiéndose en el máximo goleador de aquella edición, en la que el Liverpool terminó segundo del grupo Norte, justo por detrás del ganador de la liga, el Manchester City. Tras haber desempeñado un papel clave en la fase eliminatoria de la Liga Juvenil de la UEFA y haber debutado en el EFL Trophy debut, el delantero terminó la temporada con un nuevo contrato de larga duración en Liverpool.
En otoño de 2022, el ex recogepelotas no tardó en mostrar sus dotes goleadoras a otro nivel, con un gol de la victoria contra el Nápoles y un triplete contra el Ajax, un equipo sub-18 muy valorado, en la Liga Juvenil de la UEFA 2022-23, mientras que también registró un doblete contra el Wolverhampton en la Premier League 2 con la sub-23.

## Selección nacional
Es internacional juvenil por Inglaterra desde 2019, ya que descubrió a los sub-16 ese verano.
Tras el parón de las competiciones juveniles forzadas por la pandemia de COVID-19, fue convocado con Inglaterra sub-18 en la primavera de 2022, marcando en su debut contra Suecia. Ese mismo año se incorporó al Campeonato Europeo de la UEFA Sub-19 2022, marcando un doblete en su primera aparición con el equipo durante la victoria por 6-0 ante Georgia en la clasificación para el Campeonato de Europa Sub-19 de la UEFA 2023.

## Estilo de juego
Es un futbolista ambidiestro, que juega principalmente como delantero centro, donde demostró ser un prolífico goleador con los equipos juveniles del Liverpool F. C. A pesar de estar entonces por debajo de los estándares de altura para esta posición, destacó por su habilidad, movimiento, determinación y conciencia posicional ante la portería, lo que le permitió ser regularmente decisivo.
Durante sus primeros años en la academia, jugó más como número 10, pero evolucionó como delantero con más sed de gol, a pesar de no perder su capacidad de dar asistencias cuando es necesario.